# ويليام شميت
ويليام شميت (بالإنجليزية: William Schmidt)‏ هو ملحن أمريكي، ولد في 6 مارس 1926، وتوفي في 25 أبريل 2009.

## وصلات خارجية
- ويليام شميت على موقع ميوزك برينز (الإنجليزية)